# Violon jazz

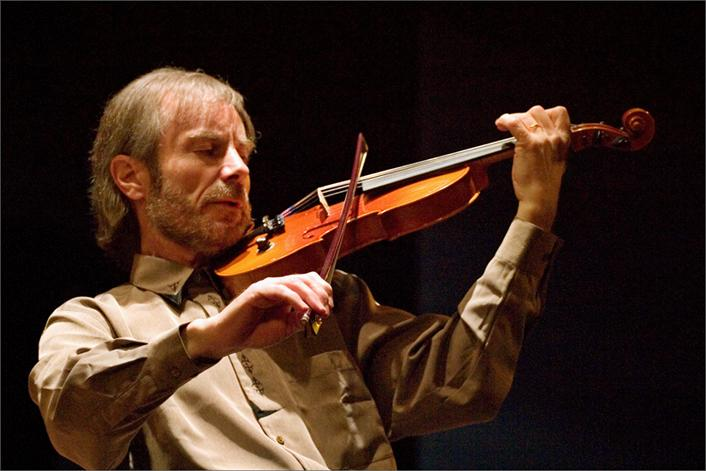
Le violoniste français de jazz Jean-Luc Ponty est connu dans le genre du jazz-rock fusion.

Le violon jazz est l'utilisation du violon ou du violon électrique pour improviser des lignes solos. Parmi les premiers violonistes de jazz, on peut citer : Eddie South, qui jouait du violon avec les dixielanders de Jimmy Wade à Chicago ; Stuff Smith ; et Claude « Fiddler » Williams. Joe Venuti était populaire pour son travail avec le guitariste Eddie Lang dans les années 1920. Parmi les violonistes improvisateurs, citons Stéphane Grappelli et Jean-Luc Ponty. Dans le jazz fusion, les violonistes peuvent utiliser un violon électrique branché sur un amplificateur d'instrument avec des effets électroniques.

## Du swing au bebop

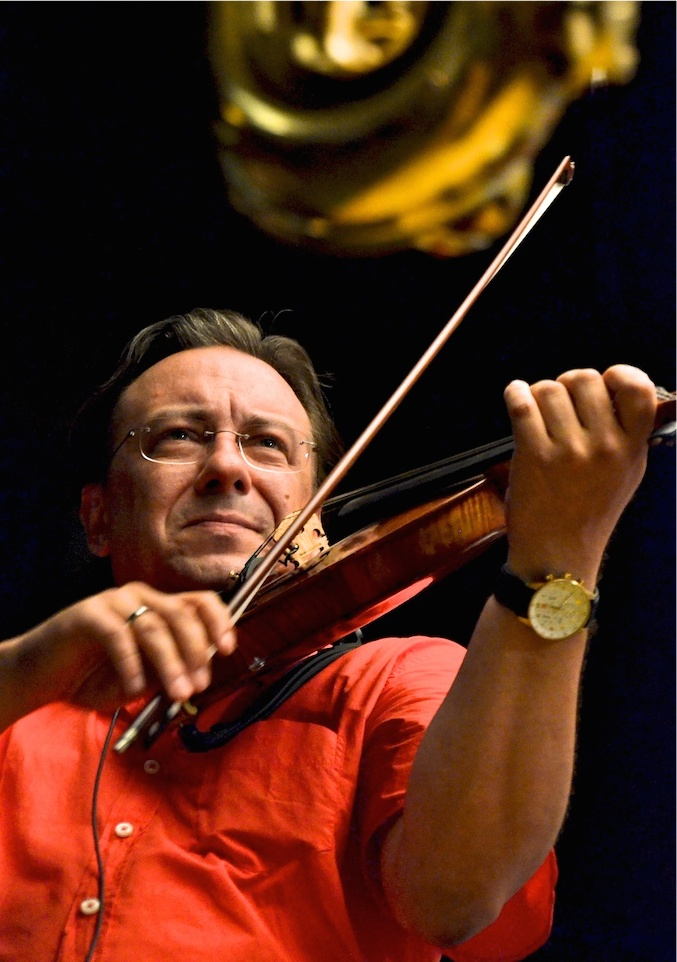
Adam Taubitz, fondateur du Berlin Philharmonic Jazz Group.

Le violon jazz est né à La Nouvelle-Orléans au début des années 1900. Les arrangements pour les orchestres de ragtime comportaient des parties au violon dont l'importance était aussi élevée celle des autres instruments. Le violon était un instrument principal dans les enregistrements d'A. J. Piron, dont le trompettiste Peter Bocage jouait également du violon. Alphonso Trent et Andy Kirk employaient des violonistes dans leurs orchestres territoriaux. Stuff Smith jouait du violon dans l'orchestre de Trent dans les années 1920 et bricolait des moyens acoustiques et électriques pour augmenter le volume de l'instrument. Claude Williams alternait guitare et violon lorsqu'il était membre de l'orchestre de Count Basie. À Chicago, Eddie South était violoniste et directeur musical de Jimmy Wade. South était accompagné par Juice Wilson lorsque tous deux étaient membres de l'orchestre de Freddie Keppard. Le violon est l'un des instruments sur lesquels Edgar Sampson jouait lorsqu'il était membre de l'orchestre de Fletcher Henderson dans les années 1930. Angelina Rivera était une violoniste de formation classique qui a travaillé avec Joséphine Baker et Spencer Williams. 
Le violon devient un instrument solo dans le jazz en grande partie grâce aux efforts de Stuff Smith, Eddie South, Stéphane Grappelli et Joe Venuti,. Venuti formait un duo populaire avec le guitariste Eddie Lang dès les années 1920,. Grappelli était membre du groupe de jazz manouche Quintette du Hot Club de France avec le guitariste Django Reinhardt,. Dans les années 1930, lorsque le swing dominait, d'autres violonistes étaient présents, notamment Darnell Howard, Ray Nance, Ray Perry, Svend Asmussen et Michel Warlop. Perry et Ginger Smock ont fait le lien entre le violon swing et le bebop. Dans les années 1950, Dick Wetmore et Harry Lookofsky, qui faisait partie de l'orchestre de la NBC dirigé par Arturo Toscanini, sont des exemples de violon bop. Jean-Luc Ponty joue du violon bop dans les années 1960, tout comme Elek Bacsik dans les années 1970.
Le violon est bien représenté dans le jazz contemporain et la musique d'improvisation. Mark Feldman est l'un des principaux interprètes de violon jazz moderne et contemporain, avec Scott Tixier, Mat Maneri et Jean-Luc Ponty. Adam Taubitz fonde le Berlin Philharmonic Jazz Group. Avec ce groupe, il joue - et joue toujours - en tant que soliste à la trompette et au violon en Europe et en Extrême-Orient. Regina Carter figure régulièrement dans les sondages des lecteurs et des critiques du magazine Downbeat, alors qu'elle joue dans un style terreux, influencé par le RnB,. Dans le jazz manouche, les violonistes contemporains comprennent le Roumain Florin Niculescu, le Belge Tcha Limberger, et le violoniste et guitariste français Dorado Schmitt.

## Amplification

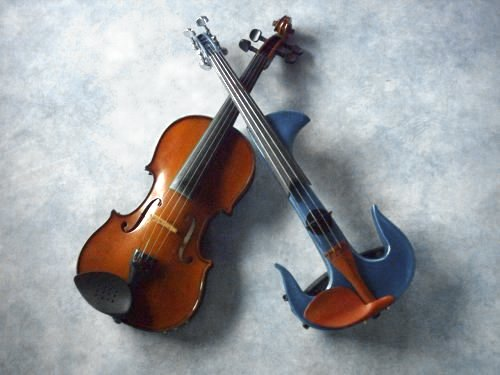
Un violon électrique à côté d'un violon.

Les grands orchestres sont bruyants, mais le violon est silencieux. Augustus Stroh s'attaque à ce problème en inventant, dans les années 1890, le violon Stroh, inspiré du gramophone, auquel était raccordé un cornet pour projeter le son. Dans les années 1930, Stuff Smith expérimente l'amplification électrique,. Depuis les années 1980, on utilise un violon électrique dans lequel un transducteur est intégré à l'instrument. L'attirance de Jean-Luc Ponty pour le jazz est influencée par Miles Davis et John Coltrane, ce qui l'a conduit au violon électrique. Le critique Joachim Berendt a écrit : « Depuis Ponty, le violon de jazz est un instrument différent » et a comparé son phrasé à celui de Coltrane.